# Championnat d'Italie de football Primavera
 (novembre 2018).
Le Campionato Nazionale Primavera - Trofeo "Giacinto Facchetti" (français : Championnat national du printemps - Trophée "Giacinto Facchetti"), officiellement appelé Primavera 1, est une compétition de football annuelle qui représente en Italie le sommet de la hiérarchie du football des moins de 19 ans.
Le tournoi se déroule en trois phases successives: une saison régulière, deux tours de barrage et une phase finale. Le vainqueur est sacré "Champion d'Italie Primavera" et se qualifie pour l'UEFA Youth League ainsi que pour la Supercoppa Primavera.
Les équipes participantes sont les formations jeunes des clubs engagées dans les première et deuxième divisions seniors nationales (20 clubs en D1, 22 en D2).

## Règlement
Les joueurs participants doivent être âgés de 15 à 19 ans. Lors de chaque rencontre de la saison régulière, deux joueurs âgés de 19 à 20 ans peuvent jouer et un joueur âgé de plus de 20 ans. Lors de la phase à élimination directe, trois joueurs âgés de 19 à 20 ans peuvent jouer.

## Format

### Historique
La compétition est créée en 1962. Depuis 2006, le trophée du championnat est nommé "Trofeo Giacinto Facchetti" en hommage à l'ancien défenseur italien.
- Lors des 7 premières éditions, de 1962-1963 à 1968-1969, il existe deux championnats distincts et donc deux vainqueurs : celui du championnat Primavera de Serie A (représentant la 1re division) et celui du championnat Primavera de Serie B (représentant la 2e division). Le championnat a par la suite connu différents formats, avec des saisons régulières à 3 ou 4 groupes et des phases finales à 8 ou 16 équipes.

### Format actuel
Selon le règlement :
Le tournoi se déroule en trois phases : une saison régulière et deux tours de barrage qualificatifs pour la phase finale à 8 équipes. En cas d'égalité à la fin du temps réglementaire, les rencontres à élimination directe sont départagées par une prolongation et, le cas échéant, une séance de tirs au but.
- La saison régulière est disputée par 42 équipes réparties en 3 groupes de 14 clubs. Chaque formation affronte à deux reprises les adversaires de son groupe (match aller-retour) pour un total de 26 journées. À l'issue de cette saison régulière, les deux premières équipes de chacune des 3 poules se qualifient directement pour la phase finale, soit 6 clubs.
- Les 3e, 4e et les deux meilleurs 5e des groupes, soit 8 clubs, se disputent les 2 places restantes lors de deux tours de qualification à match unique. Les clubs s'affrontent selon leur position lors de la saison régulière, l'équipe la mieux classée bénéficiant de l'avantage de jouer à domicile.
  - Premier tour de qualification :
    - Meilleur 3e - Deuxième meilleur 5e (rencontre n°1)
    - Meilleur 4e - Deuxième meilleur 4e (rencontre n°2)
    - Deuxième meilleur 3e - Meilleur 5e (rencontre n°3)
    - Pire 3e - Pire 4e (rencontre n°4)

  - Deuxième tour de qualification :
    - Vainqueur rencontre n°1 - Vainqueur rencontre n°2
    - Vainqueur rencontre n°3 - Vainqueur rencontre n°4

  - Les deux équipes qui remportent le deuxième tour se qualifient pour la phase finale, où elles rejoignent les 6 équipes directement qualifiées.
- La phase finale se déroule en terrain neutre. Les 8 formations qualifiées se disputent le titre lors de rencontres à élimination directe. Les matchs sont déterminés par tirage au sort. Les 3 clubs classés 1er de leur groupe et le meilleur 2e ne peuvent se rencontrer en quart de finale.

Le vainqueur de cette phase finale à 8 est sacré "Campione d'Italia Primavera". Il se voit le droit de disputer la Supercoppa Primavera contre le vainqueur de la Coppa Primavera. De plus, il se qualifie pour le premier tour de qualification de la voie des clubs champions de l'UEFA Youth League.

## Palmarès

### Par saison
Liste des vainqueurs par saison :
- 1962-1963 : Juventus FC (A) Côme (B)
- 1963-1964 : Inter Milan (A) Udinese Calcio (B)
- 1964-1965 : AC Milan (A) SPAL (B)
- 1965-1966 : Inter Milan (A) Calcio Padoue (B)
- 1966-1967 : Torino FC (A) Hellas Vérone (B)
- 1967-1968 : Torino FC (A) Hellas Vérone (B)
- 1968-1969 : Inter Milan (A) Brescia Calcio (B)
- 1969-1970 : Torino FC
- 1970-1971 : ACF Fiorentina
- 1971-1972 : Juventus FC
- 1972-1973 : AS Rome
- 1973-1974 : AS Rome
- 1974-1975 : Brescia Calcio
- 1975-1976 : SS Lazio
- 1976-1977 : Torino FC
- 1977-1978 : AS Rome
- 1978-1979 : SSC Naples
- 1979-1980 : ACF Fiorentina
- 1980-1981 : Udinese Calcio
- 1981-1982 : AC Cesena
- 1982-1983 : ACF Fiorentina
- 1983-1984 : AS Rome
- 1984-1985 : Torino FC
- 1985-1986 : AC Cesena
- 1986-1987 : SS Lazio
- 1987-1988 : Torino FC
- 1988-1989 : Inter Milan
- 1989-1990 : AS Rome
- 1990-1991 : Torino FC
- 1991-1992 : Torino FC
- 1992-1993 : Atalanta Bergame
- 1993-1994 : Juventus FC
- 1994-1995 : SS Lazio
- 1995-1996 : AC Perugia
- 1996-1997 : AC Perugia
- 1997-1998 : Atalanta Bergame
- 1998-1999 : Empoli FC
- 1999-2000 : FC Bari
- 2000-2001 : SS Lazio
- 2001-2002 : Inter Milan
- 2002-2003 : US Lecce
- 2003-2004 : US Lecce
- 2004-2005 : AS Rome
- 2005-2006 : Juventus FC
- 2006-2007 : Inter Milan
- 2007-2008 : UC Sampdoria
- 2008-2009 : US Palerme
- 2009-2010 : Genoa CFC
- 2010-2011 : AS Rome
- 2011-2012 : Inter Milan
- 2012-2013 : SS Lazio
- 2013-2014 : Chievo Vérone
- 2014-2015 : Torino FC
- 2015-2016 : AS Rome
- 2016-2017 : Inter Milan
- 2017-2018 : Inter Milan
- 2018-2019 : Atalanta Bergame
- 2019-2020 : Atalanta Bergame
- 2020-2021 : Empoli FC
- 2021-2022 : Inter Milan
- 2022-2023 : US Lecce
- 2023-2024 : Unione Sportiva Sassuolo Calcio
- 2024-2025 : Inter Milan

### Par club
Nombre de titre(s) par club :
| Club             | Titre(s) | Édition(s) remportée(s)                                               |
| ---------------- | -------- | --------------------------------------------------------------------- |
| Inter Milan      | 10       | 1964 (A), 1966 (A), 1969(A), 1989, 2002, 2007, 2012, 2017, 2018, 2022 |
| Torino FC        | 9        | 1967 (A), 1968 (A), 1970, 1977, 1985, 1988, 1991, 1992, 2015          |
| AS Rome          | 8        | 1973, 1974, 1978, 1984, 1990, 2005, 2011, 2016                        |
| SS Lazio         | 5        | 1976, 1987, 1995, 2001, 2013                                          |
| Juventus FC      | 4        | 1963 (A), 1972, 1994, 2006                                            |
| Atalanta Bergame | 4        | 1993, 1998, 2019, 2020                                                |
| ACF Fiorentina   | 3        | 1971, 1980, 1983                                                      |
| US Lecce         | 3        | 2003, 2004, 2023                                                      |
| Hellas Vérone    | 2        | 1967 (B), 1968 (B)                                                    |
| Brescia Calcio   | 2        | 1969 (B), 1975                                                        |
| Udinese Calcio   | 2        | 1964 (B), 1981                                                        |
| AC Cesena        | 2        | 1982, 1986                                                            |
| AC Perugia       | 2        | 1996,1997                                                             |
| Côme             | 1        | 1963 (B)                                                              |
| AC Milan         | 1        | 1965 (A)                                                              |
| SPAL 2013        | 1        | 1965 (B)                                                              |
| Calcio Padoue    | 1        | 1966 (B)                                                              |
| SSC Naples       | 1        | 1979                                                                  |
| Empoli FC        | 1        | 1999                                                                  |
| FC Bari          | 1        | 2000                                                                  |
| UC Sampdoria     | 1        | 2008                                                                  |
| US Palermo       | 1        | 2009                                                                  |
| Genoa CFC        | 1        | 2010                                                                  |
| Chievo Vérone    | 1        | 2014                                                                  |

### Joueur
Le joueur le plus titré est Erminio Rullo (it) avec 3 titres remportés consécutivement avec l'Inter Milan en 2002 puis avec l'US Lecce en 2003 et 2004.